# Orvar Lindwall
Lars Orvar Martin Lindwall (také Orwar Lindwall, * 10. srpna 1941 Lund) je bývalý švédský sportovní šermíř. Reprezentoval Švédsko na třech olympiádách a sedmi světových šampionátech v šermu kordem i fleretem. Byl členem klubů Djurgårdens IF, Stockholms AF a Föreningen för fäktkonstens främjande. Dvakrát se stal mistrem Švédska v šermu jednotlivců a šestkrát jako člen družstva. Získal ocenění Stora Grabbars och Tjejers Märke.
Na olympijských hrách 1960 vypadl ve fleretu jednotlivců v základní skupině po dvou vítězstvích a třech prohrách. Jako člen týmu kordistů skončil v Římě na 5.-8. místě. Na mistrovství světa v šermu roce 1961 získal s družstvem bronzovou medaili. O rok později přivezl ze světového šampionátu v Buenos Aires stříbro z týmové soutěže. Na olympiádě v roce 1964 byl v kordu čtvrtý jako člen družstva a sedmý mezi jednotlivci. Na LOH 1968 byl devátý s družstvem kordistů a v individuální soutěži s touto zbraní vyhrál kvalifikační skupinu, avšak v prvním zápase vyřazovací části prohrál s Henrykem Nielabou z Polska. 
Po ukončení kariéry se stal trenérem. Švédské družstvo kordistů vedl na pěti olympiádách a získal s ním zlaté medaile na Letních olympijských hrách 1976. Jeho svěřencem byl také medailista z juniorského mistrovství světa Jerri Bergström. Pracoval také jako učitel na stockholmské sportovní škole Gymnastik- och idrottshögskolan. 